# Portada/efemèride desembre 22
Josep Maria Sert dibuixat per Ramon Casas.
« 21 de desembre · 22 de desembre · 23 de desembre »